# Anya (película)
Anya (estilizado como ANYA) es una película de ciencia ficción de 2019 dirigida por Jacob Akira Okada y Carylanna Taylor. Cuenta con los actores Ali Ahn, Gil Perez-Abraham y Motell Gyn Foster. La película sigue a una pareja que lucha con problemas de infertilidad mientras descubren algunos rasgos genéticos únicos relacionados con un grupo de inmigrantes de la isla ficticia de Narval.

## Producción
Anya gira en torno a los temas de genética y antropología. La directora Carylanna Taylor tiene experiencia como antropóloga y la investigadora de Harvard Ruth McCole se desempeñó como consultora científica. Las escenas del laboratorio genético en la película fueron filmadas en el laboratorio de genética real del Dr. Andreas Pfenning en la Universidad Carnegie Mellon en Pittsburgh.

## Sinopsis
Libby desea desesperadamente un hijo, pero ha tenido problemas para concebir y ha sufrido múltiples abortos espontáneos. Su compañero Marco cree que los problemas provienen de él, ya que está convencido de que sufre una antigua maldición que cayó sobre todas las personas de su isla. Sin embargo, acepta visitar a un genetista con Libby para determinar el problema. Ambos se sorprenden cuando descubren que la razón por la que no pueden tener hijos es porque la genética de Marco difiere hasta el punto en que puede considerarse una especie diferente. Cada uno podría tener un bebé con su propia especie, pero concebir juntos sería prácticamente imposible.

## Reparto
- Ali Ahn como Libby
- Gil Pérez-Abraham como Marco
- Izzabella Timonera como Anya
- Motell Gyn Foster como el Dr. Seymour Livingston
- Anthony Aguilar como Aquiles
- Mary Theresa Archbold como Terry
- Diego A. Arellano como Héctor
- Ana María Jomolca como Sara
- Ana Kayne como Fausta
- Olivia Oguma como Rika Endo
- Barbara Rosenblat como la Dra. Rosalind Pfenning

## Recepción
En el agregador de reseñas Rotten Tomatoes, Anya tiene un índice de aprobación del 93% basado en 14 reseñas, con una calificación promedio de 6.6/10. Film Inquiry la llamó "ambiciosa" y elogió la química entre los personajes principales. Film Threat dijo que Anya es "un buen iniciador de conversación en las fiestas" en relación con sus ideas sobre la genética y la humanidad, pero encontró la historia frustrante a veces.